# 小村庄

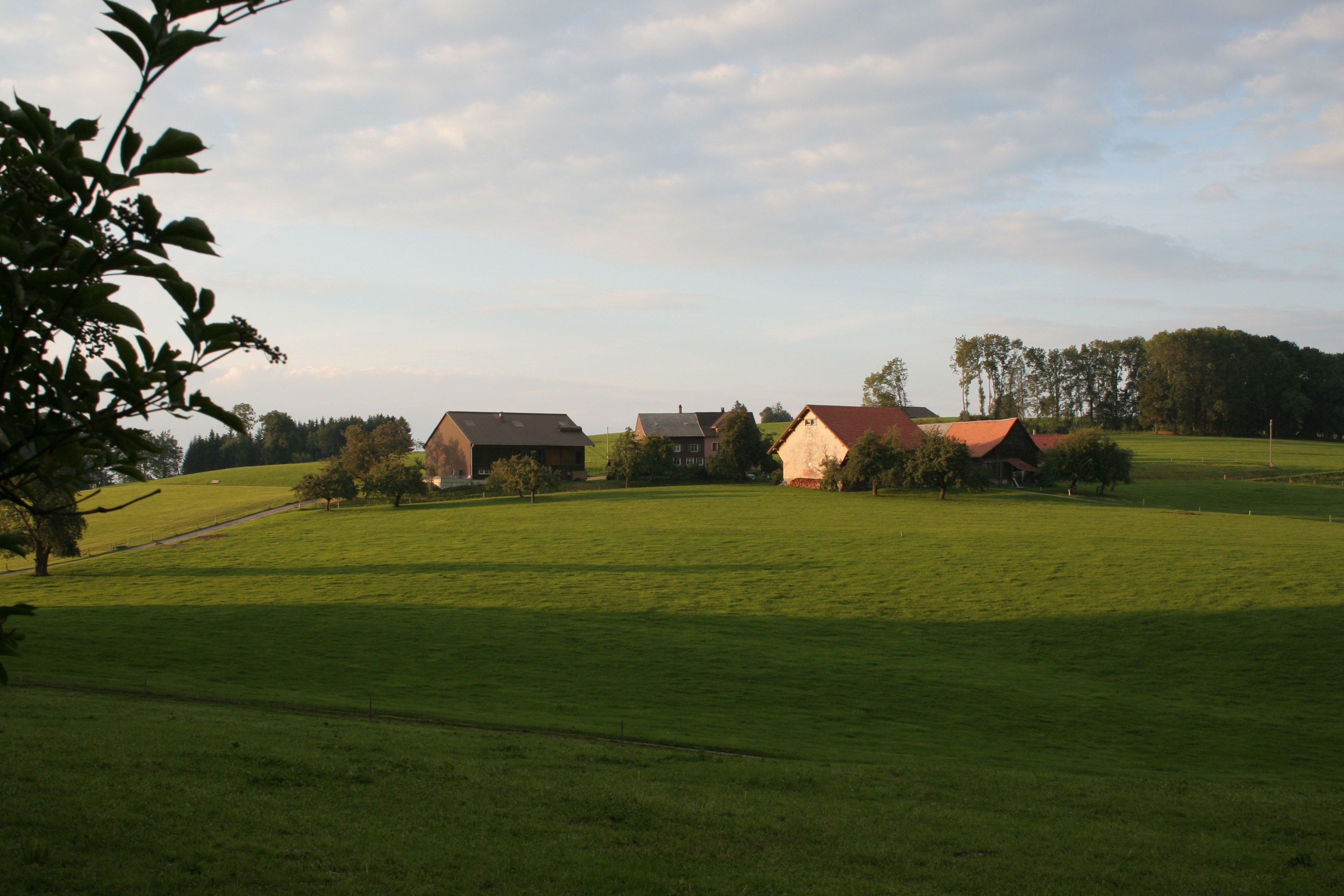
瑞士瓦尔德基希的小村庄

小村庄（英語：hamlet）是乡村中的小型聚居地，其规模通常小于村。有時官方也會設置小村庄，而且對小村莊這一概念有明確定義。